# Жиро, Элен
Элен Жиро (фр. Hélène Giraud; род. 1970) — французская сценаристка и художница, одна из создательниц мультсериала «Букашки» (совместно с Тома Сабо). Дочь художника Жана Жиро
Лауреат премии «Сезар» за лучший анимационный фильм. Была номинирована на премию Европейской киноакадемии за лучший мультфильм (Букашки). Является дочерью художника Жана Жиро (более известен под псевдонимом «Мёбиус»).

## Карьера
В 1997 году помогала при создании фильма «Пятый элемент».
В 2004 году начала работу над мультсериалом «Букашки».
В 2018 году вышел фильм «Букашки 2». В котором Элен так же является сценаристом и режиссёром.

## Избранная фильмография
- Букашки (2006—2012) — сценарист, режиссёр, художник.
- Букашки. Приключение в долине муравьёв (2013) — сценарист, режиссёр, художник.